# Svartå
Svartå is een plaats in de gemeente Degerfors in het landschap Närke en de provincie Örebro län in Zweden. De plaats heeft 592 inwoners (2005) en een oppervlakte van 125 hectare.

## Verkeer en vervoer
Bij de plaats lopen de Länsväg 204 en Länsväg 205.
De plaats heeft een station aan de spoorlijnen Örebro - Svartå en Nordvästra stambanan.